# 突击少女
突擊少女(Assault Girls)是由日本導演押井守所拍攝的真人電影。
故事架構在與押井守2001年作品阿瓦隆極度相似的時空背景之下。身著各式武裝配備的三女一男，對抗出現在虛擬世界裡的變種沙鯨(sandwhales)，這個虛擬世界是能夠重現任何場景的虛擬實境遊戲 - Avalon。

## 劇情
延續前作阿瓦隆設定中的虛擬實境遊戲Avalon的設定，遊戲創作者九姊妹(Nine Sisters)再次加入了實驗性的設定Avalon(f)。
在影片開始時四位主角在A級任務中個別對抗終端目標，欲獨自獲取積分通過A級，但都未成功。因此遊戲管理者都建議四人組隊，協力擊倒終端目標。

## 特色
影片開始時，劇情就將整個世界觀及其中所想表達的哲理講解的相當清楚。
作品明顯是導演押井守緩慢步調的風格。全片的台詞相當的少，主要集中在Gray和遊戲管理者身上，而Lucifer則是完全沒有台詞。
影片以五個章節貫穿，每個章節都各有其名稱。
不同於前作，玩家只在執行任務時進入遊戲；突擊少女影片內容都只出現遊戲裡的場景。

## 設定
除了延續前作阿瓦隆中虛擬實境的遊戲方式外，Avalon(f)裡更增加了許多不同的新設定。
遊戲職業不再只有持取槍械的戰士(如前作的Ash以及在突擊少女中出現的Colonel)，加入了遠程攻擊的狙擊手(Gray)，能夠變身和施展魔法的魔導士(Lucifer)，而Jäger則是持有重型火砲。甚至Colonel可以遠端操供大型機械兵器。
突擊少女中更出現各式的交通工具。Gray駕駛配備飛彈攻擊的戰鬥機，Colonel騎乘黑駒，Lucifer則是能變形成烏鴉飛行。
從影片裡來看魔導士是以跳舞的方式而非咒語來施法，而且其變身也有時限，一旦失效就會立刻變回人型。
遊戲中管理員以球型的飛行體出現在玩家身旁，不斷提醒玩家遊戲的狀況。管理員通常以代號稱呼玩家。Gray是玩家0251，Colonel是玩家0266，Lucifer為玩家0666，Jäger則是玩家0538。
其中Gray甚至擁有個人的據點，其他玩家在影片中並未明確寫出是否擁有相同的設定。
另外劇情中也出現了一種名為Camp Mode的遊戲模式。

## 演員
- 黑木美沙 - Gray
- 菊地凜子 - Lucifer
- 佐伯日菜子 - Colonel
- 藤木義勝 - Jäger
- Ian Moore - Game Master/Narration
- Isao Keneko - NEET
- Takanori Tsujimoto - NEET

## 工作人員
- 押井守 - 導演
- 森遊機 - 製片
- 久保淳 - 製片
- 原田建 - 執行製作
- 押井守 - 腳本、監督
- 川井憲次 - 配樂
- 湯淺弘章 - 攝影監督
- 今野敏 - 武術指導

## 音樂
- 主題曲:SCREW
- 演唱:KOTOKO
- 作詞:KOTOKO
- 作曲、編曲:高瀨一矢

- 電影配樂:川井憲次

## 外部連結
- Official website
- 互联网电影数据库（IMDb）上《Assault Girls》的资料（英文）